# Esther San Miguel Busto
Esther San Miguel Busto (Burgos, 5 de marzo de 1975) es una deportista española que compitió en judo, en la categoría de –78 kg.
Participó en tres Juegos Olímpicos, entre los años 2000 y 2008, obteniendo un diploma de quinto lugar en Pekín 2008. Ganó una medalla de bronce en el Campeonato Mundial de Judo de 2003 y seis medallas en el Campeonato Europeo de Judo entre los años 1998 y 2009.

## Palmarés internacional
| Campeonato Mundial | Campeonato Mundial  | Campeonato Mundial | Campeonato Mundial |
| Año                | Lugar               | Medalla            | Categoría          |
| ------------------ | ------------------- | ------------------ | ------------------ |
| 2003               | Osaka (Japón)       | Medalla de bronce  | –78 kg             |
| Campeonato Europeo |                     |                    |                    |
| Año                | Lugar               | Medalla            | Categoría          |
| 1998               | Oviedo (España)     | Medalla de oro     | –78 kg             |
| 2004               | Bucarest (Rumania)  | Medalla de bronce  | –78 kg             |
| 2006               | Tampere (Finlandia) | Medalla de bronce  | –78 kg             |
| 2007               | Belgrado (Serbia)   | Medalla de bronce  | –78 kg             |
| 2008               | Lisboa (Portugal)   | Medalla de bronce  | –78 kg             |
| 2009               | Tiflis (Georgia)    | Medalla de oro     | –78 kg             |